# Pipina Bonasera
Pour les articles homonymes, voir Bonasera.
Pipina Bonasera (1838 - 1906), est une actrice d'origine italienne qui s'est fait connaître dans le théâtre grec. 
Elle apparait pour la première fois au théâtre grec, en 1862 dans le rôle de Lucrèce Borgia dans le drame du même nom de Victor Hugo. Dès lors, et pendant les 20 années suivantes, elle est l'actrice la plus célèbre de son temps, jouant de nombreuses pièces en Grèce et lors de tournées à l'étranger. 
Elle est la principale protagoniste des pièces de Dimítrios Vernardákis (el), jouant les rôles principaux dans ses pièces, María Doxapatrí (Μαρία Δοξαπατρή - 1865), Mérope (Μερόπη - 1866) et Euphrosyne (Ευφροσύνη - 1876). Elle s'est ainsi imposée comme la meilleure actrice tragique de son temps. Elle est également la première actrice à jouer Antigone de Sophocle au théâtre grec moderne. Elle collabore avec l'acteur, également célèbre à l'époque, Démosthène Alexiádis (el), créant leur propre compagnie avec laquelle ils effectuent des tournées dans toute la Méditerranée orientale et traduit plusieurs pièces italiennes, enrichissant ainsi le répertoire dramatique grec. Pendant une période d'environ deux ans, elle créé sa propre compagnie et devient la première femme comédienne du théâtre grec moderne. 
Elle est la mère de trois actreurs tout aussi accomplis, Filomílas, Ioánnis (el) et Efthýchios Vonaséra (el). 